# Welcome to the DCC
Welcome to the DCC is een nummer van de Britse alternatieve rockband Nothing but Thieves uit 2023. Het is de eerste single van hun vierde studioalbum Dead Club City.
Op "Welcome to the DCC" laat de band een meer elektronisch geluid horen dan ze eerder deden, met invloeden van The Weeknd. Met de titel van het nummer wordt naar het album verwezen. Het nummer was met een 97e positie niet heel succesvol in thuisland het Verenigd Koninkrijk. In de Nederlandse Top 40 was het nummer wel succesvol met een 33e positie.

## Hitnoteringen

### NPO Radio 2 Top 2000
Welcome to the DCC stond in 2024 voor het eerst in de NPO Radio 2 Top 2000, op plek 1168.